# Jésus-Christ
Pour les articles homonymes, voir Jésus (homonymie), Christ, JC et Sauveur.
Cet article traite de Jésus en tant que Christ pour les chrétiens. Pour l'aspect historique de Jésus, voir Jésus de Nazareth. Pour la recherche contemporaine, voir la quête du Jésus historique. Pour Jésus en tant que mythe, voir thèse mythiste. Pour Jésus en tant que prophète pour les musulmans, voir ʿĪsā.
 (avril 2023).
Motif : Diminution des passages non sourcés, des HS et des doublons avec la page JdN, mais il en reste. Trop. Pertinence ou non de fusionner ce qui est récupérable (env. 30 000 octets) dans la page JdN ?
Jésus-Christ (prononcé [ ʒezykʁi] ou [ ʒezykʁist]), Jésus, le Christ ou simplement Christ est le nom donné par l'ensemble des chrétiens à Jésus de Nazareth, également connu sous les noms de Notre-Seigneur, Fils de Dieu, le Messie ou le Sauveur, ainsi que par le diminutif J.-C.
Il est professé par les chrétiens être le Messie, le Fils de Dieu et le rédempteur du genre humain. Né avant l'an 4 sous Hérode, il a commencé son activité de prédicateur vers l'an 28. Il fut arrêté et condamné à mort par le préfet romain Ponce Pilate en avril 30, et, selon le Nouveau Testament, il ressuscita trois jours après. Cette résurrection de Jésus est tenue par les chrétiens pour un fait historique transcendant le domaine de l'histoire pour atteindre à celui de la foi.
Le Messie (χριστός / Christos en grec ancien), « l'oint du Seigneur » est annoncé par l'Ancien Testament du judaïsme. La plupart des chrétiens reconnaissent Jésus-Christ comme le Fils unique de Dieu et comme l'une des trois personnes du Dieu trinitaire. Sa mère est Marie de Nazareth.
À partir du XIXe siècle, les recherches critiques des historiens ont peu à peu dissocié méthodologiquement Jésus de Nazareth, le personnage historique, de Jésus-Christ, la figure religieuse.

## Jésus

### La foi en Jésus-Christ
La foi en Jésus-Christ se réfère à l'histoire de Jésus de Nazareth, Juif de Galilée, qui apparaît au Ier siècle dans le cercle de Jean le Baptiste avant de s'engager, entouré de quelques disciples, dans une carrière de prédication itinérante d'un à deux ans et demi, essentiellement en Galilée, en pratiquant guérisons et exorcismes. Il suscite engouement et ferveur, s'attirant la méfiance des autorités politiques et religieuses, avant d'être arrêté, condamné et crucifié vers l'an 30 à Jérusalem pendant la fête juive de la Pâque, sous l'administration du préfet Ponce Pilate.

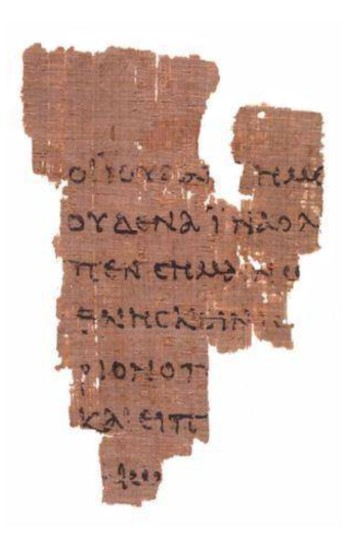
Le Papyrus P52, recto. Daté de la première moitié du II, ce document qui contient deux passages de l'Évangile selon Jean est le plus ancien exemplaire connu du Nouveau Testament.

Dans les premières décennies qui suivent la mort de Jésus de Nazareth vers 30, ses disciples vont se constituer en petites communautés autour de deux croyances : celle que Jésus était le messie attendu par les juifs, et celle qu'il était ressuscité et était apparu à un certain nombre de témoins. Ce « mouvement des disciples de Jésus », par ses croyances en la messianité et la résurrection de Jésus, constitue alors une secte particulière au sein du judaïsme.
La foi en Jésus-Christ est marquée dès ses débuts par la prédication de Paul de Tarse, l'« apôtre des gentils » qui n'a pas connu le Jésus historique, mais qui affirme l'avoir vu après sa résurrection.

### Le Messie médiateur et rédempteur
Le Messie (de l'hébreu מָשִׁיחַ — mashia'h) désigne dans le judaïsme l'oint du Seigneur, c'est-à-dire la personne consacrée par le rituel de l'onction effectué par un prophète. Christos est, en grec, la traduction littérale du mot mashia'h utilisée dans la Septante.
La croyance chrétienne en Christ s'écarte cependant de la compréhension du messie dans le judaïsme. Elle donne une place centrale à la Résurrection. Paul affirme : « Si Christ n'est pas ressuscité, notre prédication est vide et vide aussi votre foi » Elle voit en Jésus-Christ celui qui a apporté au monde la Rédemption par sa Passion et sa résurrection, conformément au « Jésus nous a rachetés » de l'Épître aux Galates (3, 13).
La TOB a souligné l'insistance avec laquelle Paul parle dans l'Épître aux Romains de la malédiction du péché et de la mort et de la résurrection salvifiques du Christ.
L'exégète Antoine Lyon a montré que dans l'Évangile selon Jean, il apparaît que Jésus fait de sa mort le don de sa vie en geste de l'amour suprême.
Hans Waldenfels a introduit sa présentation du Christ dans son ouvrage de théologie fondamentale, par cette citation de K. T. Schäfer : "La tradition synoptique, la théologie paulinienne et johannique s'accordent sur le fait que Jésus Christ est le médiateur de la révélation divine par ses actions et ses paroles (…) qu'il est médiateur de la rédemption par le don de sa vie (…), le médiateur du pardon des péchés et de la grâce (…) le médiateur du salut et de la vie éternelle".

### Le «Jésus terrestre»
Sans qu'il faille autant opposer symétriquement sur ce sujet recherche et tradition, les recherches sur le « Jésus historique » — apparues au XVIIe siècle — ne sont accessibles qu'à travers les traditions du « Jésus terrestre ».
Néanmoins, « la question du Jésus historique s'efforce de discerner à travers les premières traditions sur le Jésus terrestre, les traces qui permettent d'approcher le Jésus de l'histoire. En revanche, interpréter les traditions du Jésus terrestre pour elles-mêmes, c'est rechercher comment les premières communautés chrétiennes ont formulé leur témoignage de foi au Jésus qui a vécu et qui est mort à Jérusalem ».

## Représentation de Jésus-Christ dans les arts

### Art paléochrétien

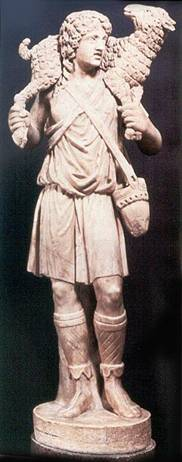
Sculpture en marbre du « Bon Pasteur », vers 300, musées du Vatican.

Les auteurs des évangiles, issus d'un milieu judaïque réticent à l'égard des images par peur de l'idolâtrie, semblent considérer que les paroles de Jésus sont plus importantes que son apparence et ne donnent aucune description de celui-ci.
L'art chrétien ne va pas de soi. Il trouve ses origines dans l'imaginaire de l'art païen et polythéiste. Les Pères de l'Église, pour leur part, contestaient l'art en tant que tel en des termes assez durs et se réclamaient de l'Ancien Testament qui condamne radicalement l'iconographie. Clément d'Alexandrie liste néanmoins, vers 200, des éléments qui peuvent avoir une signification chrétienne sur les sceaux ou les bagues, tel le poisson, dont le nom grec (ἰχθύς / Ichthus) constitue un acronyme des appellations de Jésus.
Si au début du IVe siècle le concile d'Elvire interdit encore les images peintes sur les parois des églises, l'art chrétien a cependant déjà pris son essor, dans une visée qui n'est pas étrangère à l'apologétique.
L'évolution du rapport à la représentation du Christ se transforme dès le premier tiers du IIe siècle et une iconographie christique apparaît progressivement dans les catacombes et sur les sarcophages. Les représentations en demeurent cependant rares au profit de figures de l'Ancien Testament, comme Moïse ou Jonas, et Jésus n'est représenté que dans un petit nombre de scènes : son baptême, des miracles ou guérisons, l'entrevue avec la Samaritaine… Son action de thaumaturge est souvent soulignée dans cette première vague iconographique qui le présente également parfois au milieu de ses disciples à l'instar des philosophes grecs.

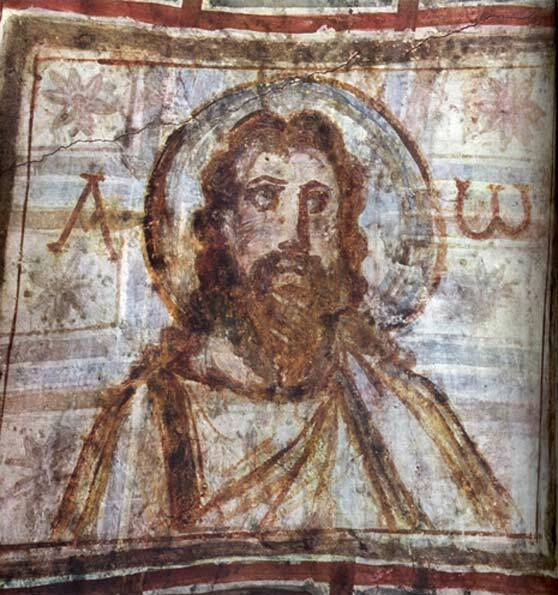
Peinture murale dans les catacombes de Commodilla, fin du IVe siècle.

Ce Jésus des premiers portraits est souvent beau, juvénile, voire séduisant — même si son visage est souvent « neutre », ne se différenciant guère de l'iconographie habituelle du panthéon gréco-romain — à contre-courant des descriptions des Pères de l'Église, qui le décrivent comme quelconque, voire laid ou pitoyable. Il est souvent représenté en « Bon Pasteur » dans une image qui procède d'un Hermès « criophore » (« porteur de bélier »), à mettre en parallèle avec Orphée, un autre « bon pasteur », image qui se multiplie sur les premiers sarcophages chrétiens et sur les voûtes des hypogées.
Le christianisme devenant la religion officielle de l'Empire à partir du IVe siècle, l'iconographie se libère peu à peu du modèle gréco-romain, notamment sous l'influence des débats christologiques de cette période. C'est dans le dernier tiers du siècle qu'apparaît la dimension divine — la « puissance cosmique » — du Christ dans les représentations jusqu'alors plutôt marquées par l'aspect protecteur et guérisseur du personnage.
À cette époque, Jésus est encore généralement représenté comme un éphèbe glabre ou encore sous la forme d'un petit garçon qui correspond à une dénomination habituelle du Christ à l'époque (« pais », du grec παῖς, l'« enfant ») ; ce n'est qu'à partir de la fin du IVe siècle qu'il est représenté plus âgé et barbu, sous l'inspiration du modèle du philosophe enseignant de l'Antiquité. Ces deux types distincts de représentations coexisteront pendant près de deux siècles encore.
À partir du Ve siècle, c'est le caractère divin qui constituera la dimension principale des représentations, soulignant l'insistance du Credo de Nicée sur l'égalité du Père et du Fils et traduisant la structuration par la hiérarchisation et le dogme, dans une image de la « gloire de Dieu » qui dominera l'art chrétien jusqu'à l'art gothique. L'aspect humain perdurera cependant à travers les icônes, bien que la plupart aient été détruites lors de la crise iconoclaste, qui trouveront un prolongement dans l'art byzantin qui fera la synthèse entre les aspects humain — idéalisé en philosophe enseignant — et divin, légitimé depuis le concile de Nicée II en 787.
François Boespflug observe qu'il faut accorder une place à l'hétimasie, qui est une école de représentation dans laquelle la figure du Christ est remplacée par l'un de ses insignes trônant à sa place (agneau, chrisme, livre, croix, sudarium), comme dans le cas d'une mosaïque de Ravenne, afin de symboliser sa souveraineté et sa transcendance.
Les traditionnelles représentations de la Vierge à l'Enfant puisent quant à elles leurs origines dans les représentations de la déesse d'origine égyptienne Isis allaitant Horus.

### Art catholique
L'Église catholique autorisant les représentations du Christ, celui-ci est l'objet d'un très grand nombre de portraits et de tableaux mettant en scène des épisodes de sa vie, sous la forme de peintures, de sculptures, de gravures, de mosaïques, de vitraux… Dans l'art occidental, Jésus est certainement le personnage le plus souvent représenté, en particulier sous l'aspect du Christ en croix, au moment de sa Passion.

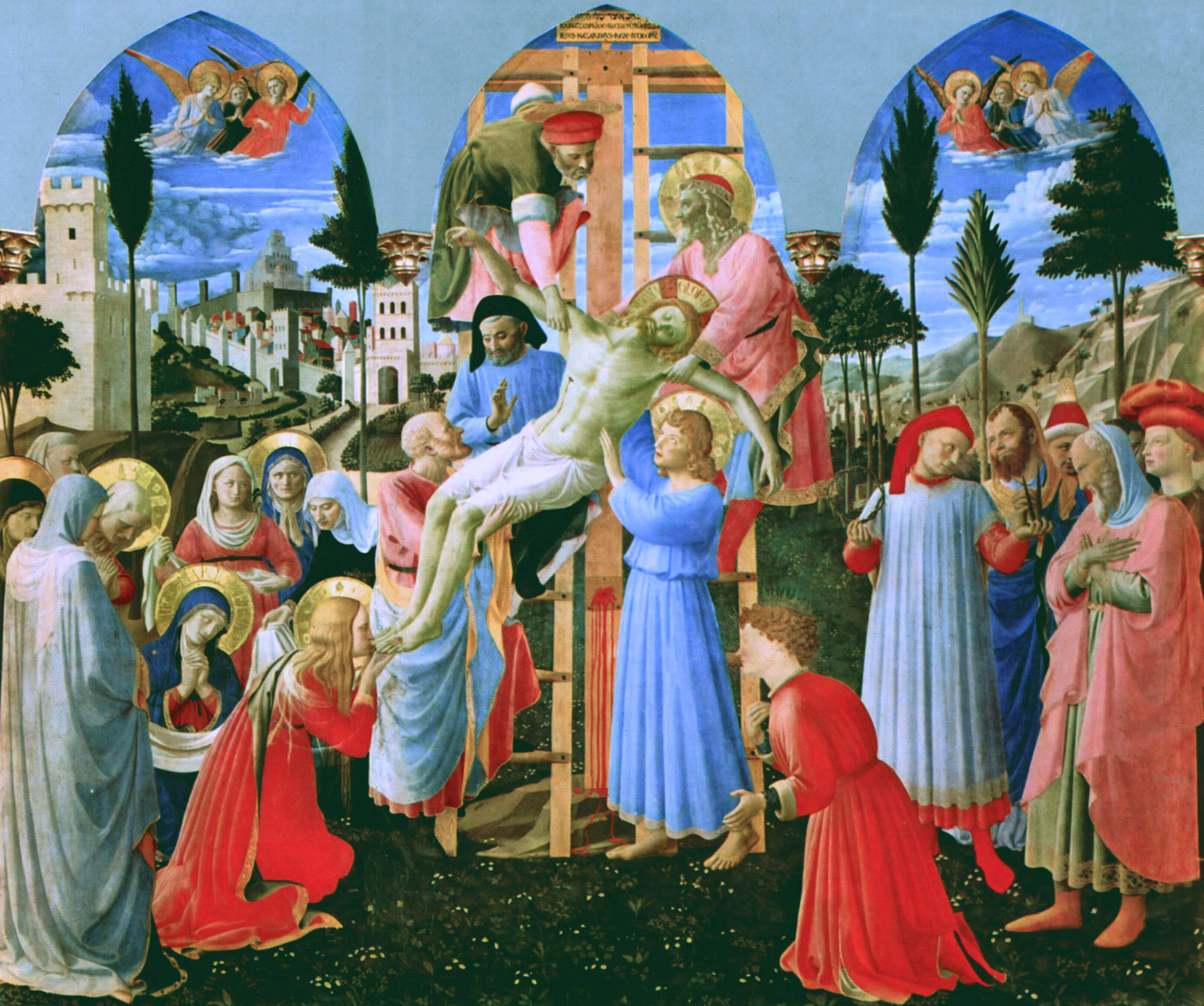
Fra Angelico, v. 1440 - Descente de Croix.

Malgré la diversité des artistes et des époques, elles possèdent quelques traits communs. Elles obéissent à des canons artistiques précis, fondés sur la tradition et les plus anciennes représentations connues : Jésus est présenté comme un homme de race blanche, de taille moyenne, plutôt mince, au teint mat et aux cheveux bruns, longs ; il sera plus tardivement représenté avec une barbe.
Sa tête est souvent entourée d'un disque lumineux ou doré, l'auréole, attribut courant de la sainteté. L'expression des yeux est l'objet d'un soin particulier. De même, la position de ses mains a souvent une signification religieuse. L'Église catholique ayant souhaité que la vie de Jésus puisse être comprise par tous, il n'est pas rare de trouver en Afrique des figurations du Christ en homme noir, ou en Amérique du Sud des représentations de sa vie avec des vêtements locaux. Ce phénomène est ancien, puisque les artistes du Moyen Âge et de la Renaissance représentaient Jésus entouré de personnages habillés selon la mode de leur siècle .
Depuis le pape Grégoire le Grand et Jérôme de Stridon confirmés par le synode d'Arras de 1025, les représentations visuelles au Moyen Âge avaient une fonction éducative : en mettant en scène la vie de Jésus-Christ, on diffusait la culture chrétienne à des personnes ne sachant généralement pas lire, et n'ayant de toute façon pas accès aux livres, y compris aux livres saints tels que la Bible. Telle est l'origine de la crèche de Noël et de certaines scènes sculptées sur les calvaires celtes, qui sont autant de résumés de la vie de Jésus. De même, chaque église catholique est pourvue d'un Chemin de croix (en latin Via crucis) qui figure en 14 étapes, appelées « stations », les différents moments de la Passion. Réparties sur les pourtours de la nef, ces étapes sont marquées par des tableaux ou des sculptures, ou encore, plus simplement, par des croix accompagnées du numéro de la station. Jusqu'à une date récente, dans les maisons catholiques, un crucifix était accroché sur un mur dans les pièces principales et les chambres.

### Art orthodoxe

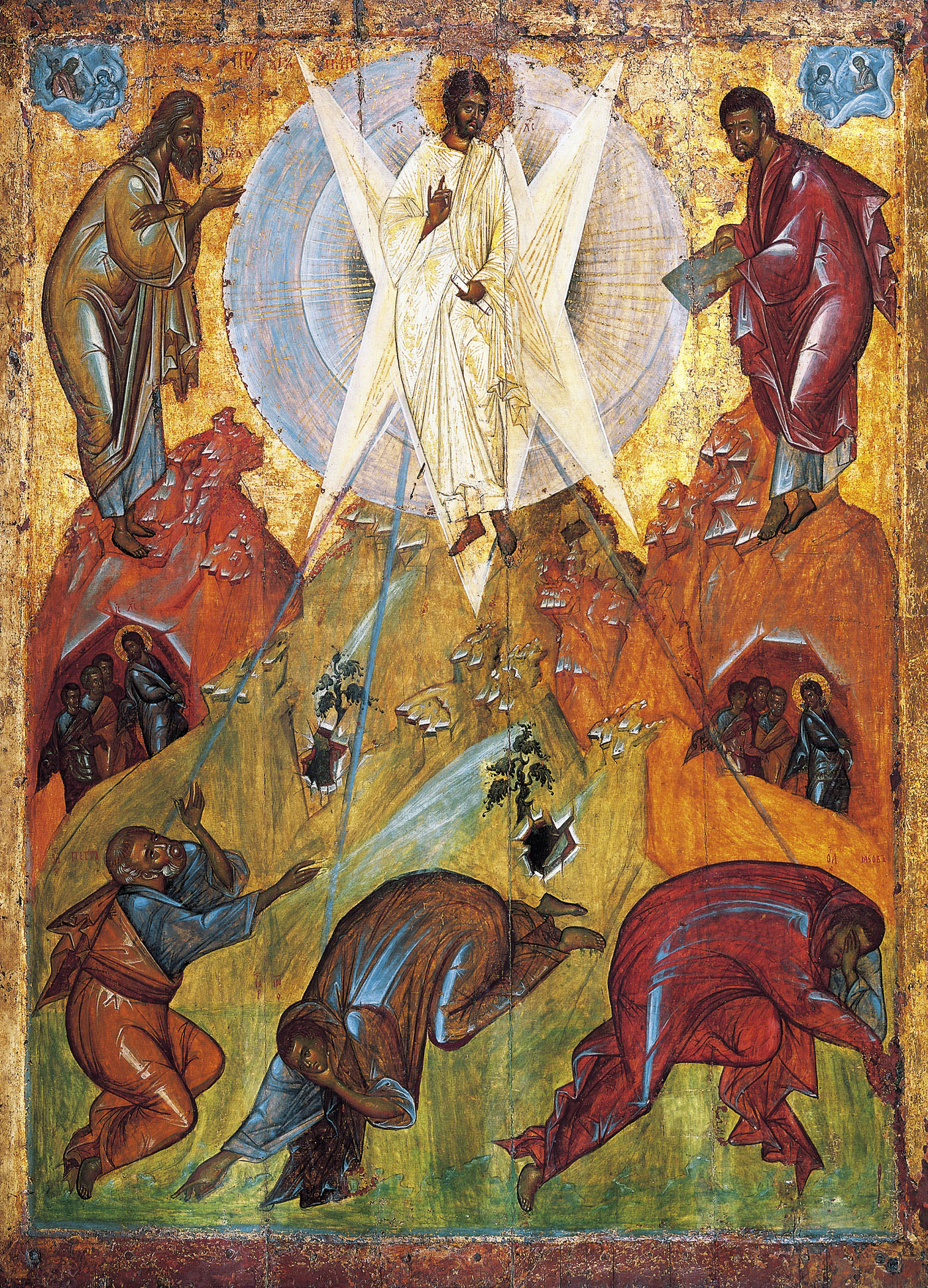
Transfiguration, attr. à Théophane le Grec (1403), galerie Tretiakov, Moscou.

Les orthodoxes acceptent la représentation du Christ en deux dimensions. La représentation la plus courante est celle des icônes.
Au VIIIe siècle, sous la poussée des Arabes à l'est et des Bulgares à l'ouest, des mesures seront prises dans l'Empire romain d'Orient contre les images et les statues qui peuplent les églises dans le but d'unifier l'empire derrière le seul chrisme, déclenchant la crise iconoclaste qui durera plus d'un siècle. Après la fin des guerres iconoclastes, le christianisme oriental donne lieu au développement d'un art spécifique, l'icône, basée sur une grammaire picturale très organisée. Ces images sont sacrées, l'esprit du ou des personnages représentés est censé « habiter » la représentation. L'iconographe — le peintre d'icône — se prépare à la fois par un apprentissage théologique et par une ascèse, le plus souvent le jeûne et la prière.
Les icônes sont anonymes jusqu'au XVe siècle.

### Art protestant

#### Peinture et dessin
Au XVIe siècle, Lucas Cranach l'Ancien, acquis à la Réforme, est l'un des créateurs de l’iconographie protestante, auteur de nombreuses scènes bibliques comme sa Vierge et l'Enfant Jésus sous le pommier ou ses crucifixions qui lui assurent la célébrité dans toute l’Europe. Ses fils Hans et Lucas, l'aident à développer une production très importante.
Au XVIIe siècle, l'artiste néerlandais Rembrandt puise une grande partie de son inspiration dans sa lecture quotidienne de la Bible. On a de lui de nombreuses scènes de la vie du Christ, comme le Christ dans la tempête sur la mer de Galilée, plusieurs descentes de croix (1633, 1634, 1650-1652), ou les Pèlerins d'Emmaüs, ou simplement des portraits comme la Tête du Christ.
Au XXe siècle, les dessins d'Annie Vallotton retenus pour illustrer de la Good News Bible (Bible en anglais courant, suivie par la Bible en français courant et d'autres versions) en font l'artiste la plus diffusée de tous les temps, grâce aux plus de 225 millions de ventes mondiales de la Bible qu'elle a illustrée.

#### Musique
En Allemagne : au XVIIe siècle, les œuvres d'Heinrich Schütz, dont la Résurrection, trois Passions, et les Sept paroles du Christ (en croix).
Au XVIIIe siècle : les œuvres de Jean-Sébastien Bach dont les deux cantates Jesu meine Freude (BMW 227 et BMW 610), la Passion selon saint Matthieu, et la Passion selon saint Jean, ainsi que et les oratorios de Noël, de Pâques et de l'Ascension.
En Angleterre, toujours au XVIIIe siècle : l'oratorio le Messie du compositeur allemand, puis britannique Georg Friedrich Haendel.
Le gospel et le negro spiritual sont des musiques très largement dédiées à Jésus, développées largement dans les églises protestantes à partir du XIXe siècle. Un chanteur comme Ira Sankey (1840–1908) est un élément essentiel des campagnes d'évangélisation de Dwight Moody, un compositeur et un promoteur important du gospel. Le début du XXe siècle voit surgir un véritable développement pour la musique gospel particulièrement dans les églises baptistes et pentecôtistes afro-américaines.

### Figure du Christ selon IA
Récemment, une intelligence artificielle reproduit le visage de Jésus à partir du suaire de Turin, si bien que cette vidéo a fait beaucoup de bruit,,.